# شهرستان زیچانگ
شهرستان زیچانگ (به لاتین: Zichang County) یک شهرستان‌های جمهوری خلق چین در چین است که در یان‌آن واقع شده‌است.